# 京急700形電車 (2代)
京急700形電車（けいきゅう700がたでんしゃ）はかつて京浜急行電鉄に在籍した通勤形電車である。1967年（昭和42年）から1971年（昭和46年）にかけて4両21編成、84両が製造された。
本項では、京急本線上で南側を「浦賀方」または「浦賀寄り」、北側を「品川方」または「品川寄り」、東側を「海側」、西側を「山側」と呼ぶ。編成番号は浦賀方先頭車の車両番号で代表する。「1000形」は1959年（昭和34年）登場の1000形（初代）、「800形」は1978年（昭和53年）登場の800形（2代）を、「400形」は1966年（昭和41年）の改番以降の400形（2代）を指す。

## 概要

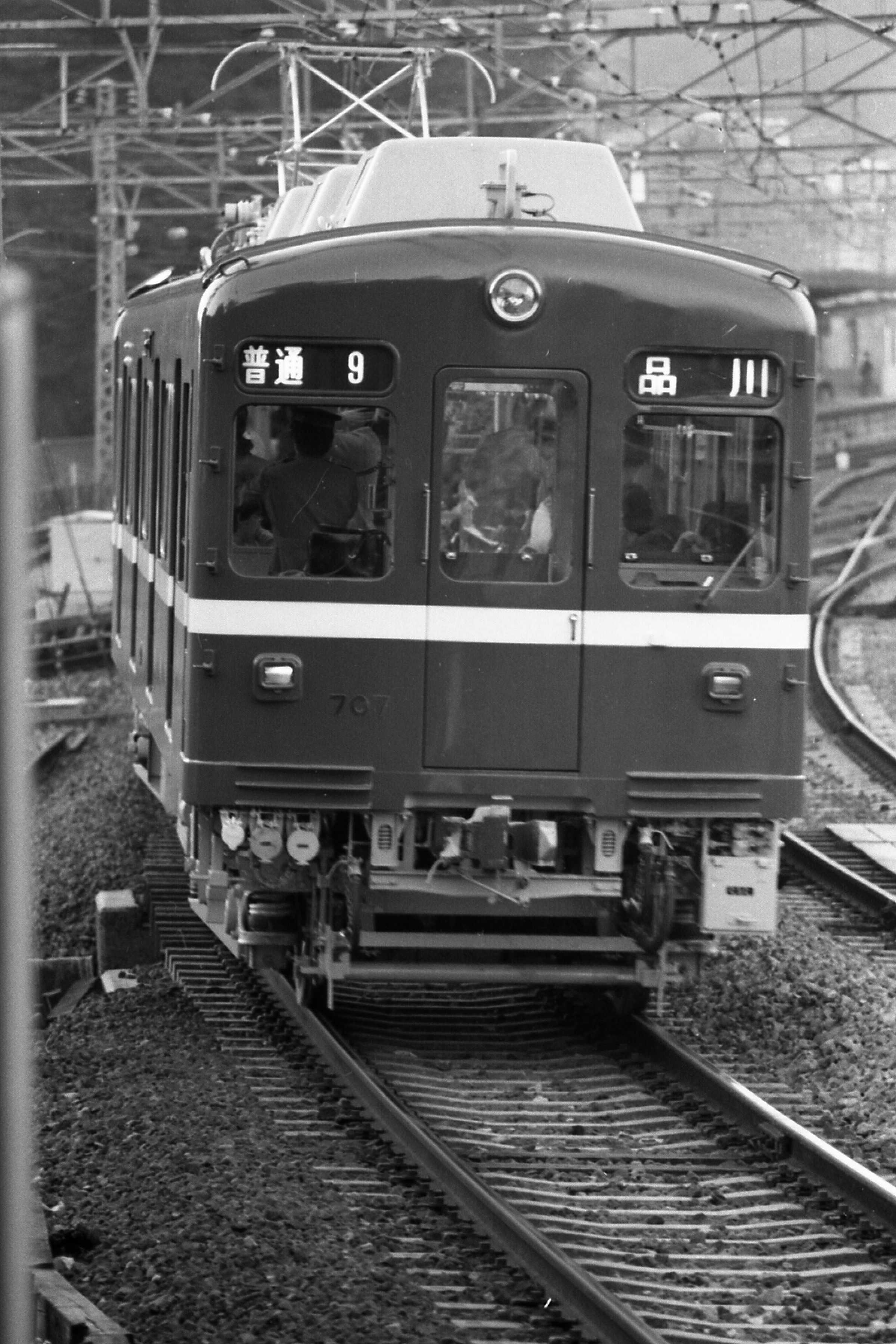
700形の前面

自社線内普通列車用として設計・製造され、高度経済成長を背景に混雑が激しくなったラッシュ時の停車時分を短縮するため、京急初の片側4扉車とされた。
全車電動車の1000形に対し、製造当時の私鉄各社の趨勢に倣ってコストダウンを目的に編成の半分の車両を非電動車とし、先頭車が制御電動車デハ700形、中間車が付随車サハ770形となった。出力150 kWのモータを採用、粘着性能向上のため電動車の車長を付随車より1 m長くする構造が採られた。1000形の2両1ユニットに対し、700形では電動車はユニットを組まないが、電動発電機、空気圧縮機などの一部補器は付随車に搭載されている。全車電動車の1000形4両編成に対して、付随車を編成中に組み込んだことで製造コストが編成あたり同じ4両編成で800万円安価であったとされている。
当時の京急の発注方針に基づき、車体、台車、主要機器は2社に分けて発注され、最終製造車を除いて東急車輛製造（以下、東急）製の車体には東急製の台車、東洋電機製造（以下、東洋）製主要機器の組み合わせ、川崎車輌（以下、川車、1969年（昭和44年）から川崎重工業の一部、以下、川重）製の車体には三菱電機製（以下、三菱）主要機器の組み合わせで製造された。また、最終製造車を除いて両者が1:1となるよう発注されたため、浦賀方2両と品川方2両で製造者が異なる編成が3編成あった。最終製造車では1971年（昭和46年）以降製造の1000形などと同様機器ごとに各社が分担して製造する方式に変更された。1953年（昭和28年）以降、京急では車体製造者が設計した台車を採用していたが、700形では車体製造者に関わらず共通設計の台車が採用されている。

## 車両概説
本項では、落成当時の仕様について述べる。

### 外観

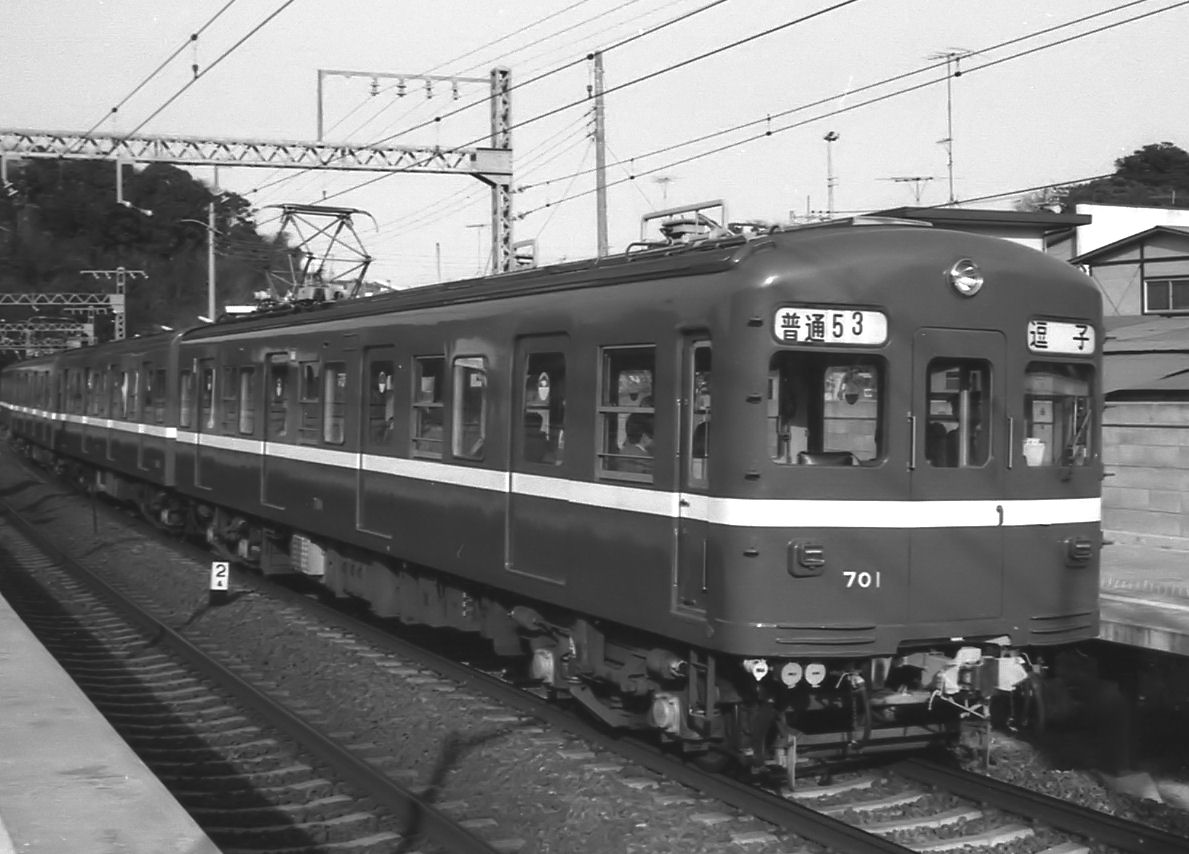
700形外観
正面窓が小さい1967年製造車の例
（1985年3月 神武寺駅）

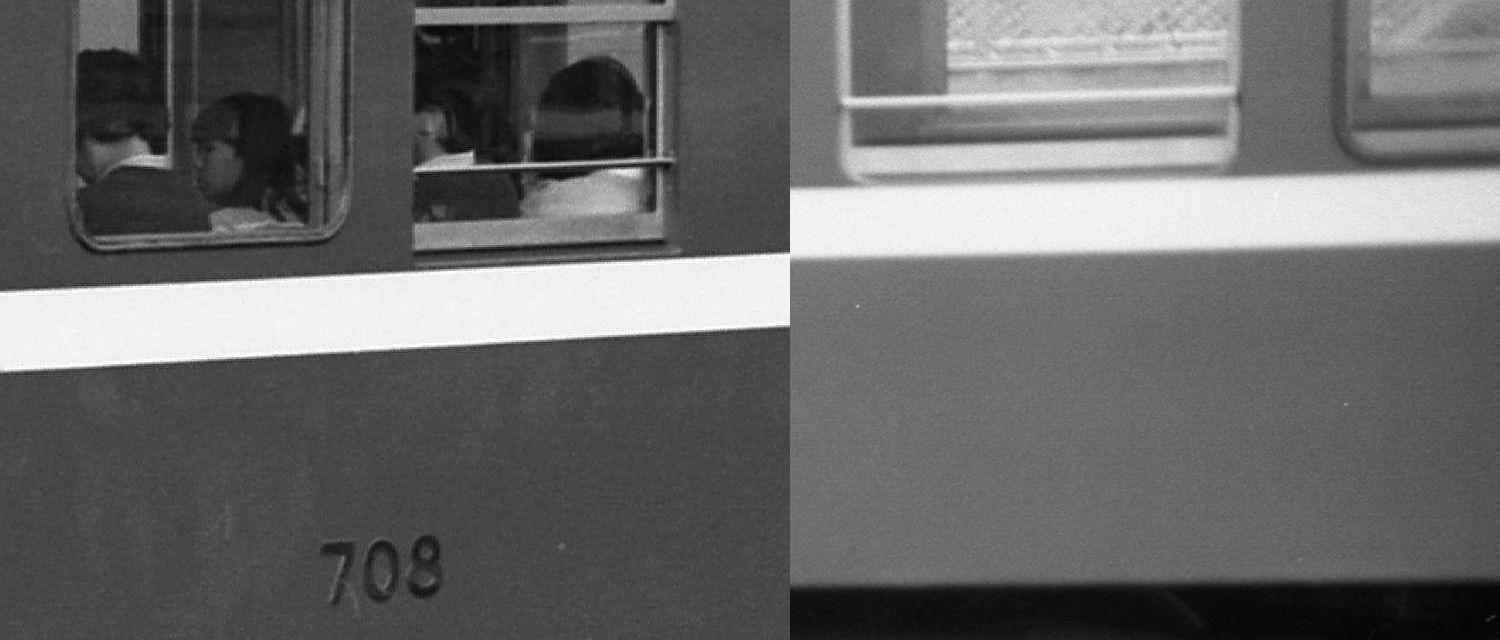
1967年製造車（左）とそれ以外（右）の窓の違い
1967年製造車は開閉窓の角が角ばっており、戸袋窓と開閉窓の下辺高さがそろっていない

正面貫通式、1,200 mm幅の片開き片側4扉、ドア間窓2枚、車端部窓1枚、運転台後部窓1枚の窓配置が採られた。ドア間窓2枚のうち1枚は戸袋窓であり、Hゴム支持の固定式である。もう1枚は上下の窓が同一寸法の2段上昇式となり、全開できる構造となったため、保護棒が設置された。700形設計時に横浜駅で8ミリカメラを用いて乗降にかかる時間を測定し、片開き扉と両開き扉では乗降にかかる時間に大差がないことが確認されたこと、片開き扉には重量低減、補修費削減の効果があるうえ、製造コストが1両あたり製造時の価値で100万円下がることから、700形では片開き扉が採用された。
側窓は取り付け高さを1000形より50 mm高くし、高さ900 mm 、幅900 mmとなった。窓高さ1,000 mmの1000形に対し、2段上昇式の窓すべてを幕板部に収納することで窓を全開できるようにしたため、窓上辺高さが50 mm低くなっている。1967年（昭和42年）製造車は窓開口部の大きさを戸袋窓とそれ以外の窓で併せたため、外側から見ると窓枠分戸袋窓がそれ以外の窓より小さくなった。扉窓は最終製造車以外その他の窓に併せて1000形より天地寸法が小さなものが採用されたが、最終製造車は1000形と同じ扉窓となった。
電動車の全長は付随車より1 m長くされ、電動車と付随車の客室面積をほぼ同じにするとともに、電動車の重量を重くすることで粘着性能の向上がはかられた。
正面は1967年（昭和42年）製が高運転台構造とされ、運転室・車掌室窓は横長の縦670 mm × 横750 mmとなった。運転室の床全体を上げると乗務員の乗降に支障するため、床高さは客室と同一とし、踏み台が運転席に設けられた。正面は上から見て半径4,000 mmの曲面で構成され、貫通扉も同じ曲率に仕上げられているが、ガラスは平面ガラスとされた。前照灯は無塗装のカバーを付けたシールドビーム埋め込み式とされ、交換が車内からできるよう前照灯位置が下げられたほか、貫通路を非常用と位置付けたため、貫通幌枠、渡り板は設けられなかった。中間部妻面には1000形と同様幅1,100 mmの貫通路が設けられた。
1000形に比べ中間連結面後退角の縮小など工作が簡略化されている。1000形で採用されていた上屋根は廃止され、FRP製の狭幅のカバーが設けられた。この2つの設計変更は1968年（昭和43年）以降の1000形にも反映されている。
当時の京急標準色である赤に白帯に塗装されたが、窓下辺に白帯上縁を併せたため、1000形より帯が50 mm上になっている。
1969年（昭和44年）製以降製造車は高運転台構造をやめ、 1000形と同一のガラスを使用したため、前面形状がことなる。側窓も外側から見た大きさが一致するよう、戸袋窓が若干大きくなるとともに、角に丸みが設けられた。

### 内装

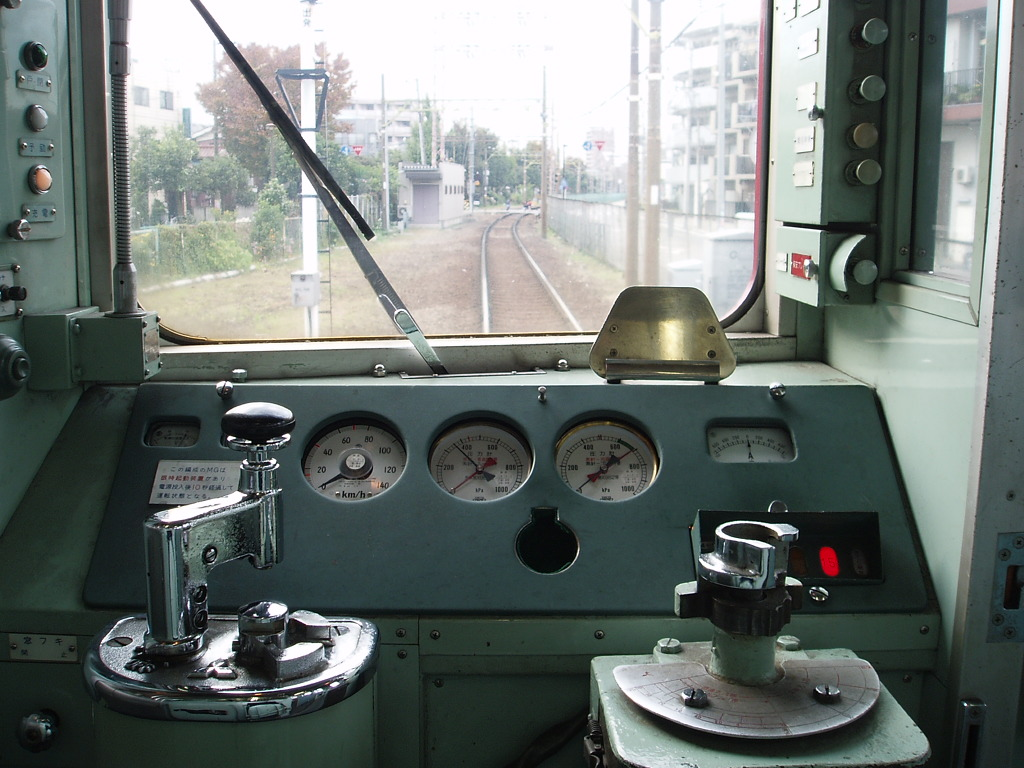
700形運転台
冷房改造後の写真だが、改造前後で大差はなかった。

内装色は1000形などと同様に壁が灰緑色、天井が白、座席が青、床色が薄緑となった。座席は1人当たりの幅が400 mmのロングシート で、立ち席面積を広く取るため奥行きが1000形より50 mm浅い500 mm、座面は1000形より30 mm高い450 mmとされた。荷棚は1000形より50 mm低い位置に設けられ、天井は丸屋根で換気装置は1000形のファンデリアに対し、首振り扇風機となった。
運転台は1000形とほぼ同一の左手でマスコン、右手でブレーキ弁を操作するレイアウトが採用された。

### 主要機器
主制御装置はデハ700形に搭載され、東洋製はES-763A主制御装置（直列10段、並列8段、弱め界磁4段）、 TDK-819系主電動機（1時間定格出力150 kW、端子電圧750 V、電流224 A、定格回転数2,000 rpm）に中空軸撓み板式軸型継手が組み合わされ、歯車比は84:17 (4.94) とされた。
三菱製はCB-26C-10主制御装置（制御段数は東洋製と同じ）、MB-3070系主電動機（1時間定格出力150 kW、端子電圧750 V、電流224 A、定格回転数1,800 rpm）、撓み歯車型軸継手が採用され、定格回転数の違いから歯車比は82:19 (4.32) となった。
昭和37年に西日本鉄道の600形に搭載されたMB-3070 150 kW電動機の採用により、MTTM編成の低速域では摩擦限界から1000形より性能が劣るが、高速性能は1000形を上回る。MTM編成であれば起動加速度も1000形と同じとなるため、全速度域で1000形以上の走行性能を発揮することができた。

東洋製PT-43系菱形パンタグラフがその他機器の製造者に関わらず採用され、デハ700形の連結面寄りに装備された。制動装置はデハ700形が発電ブレーキ併用電磁直通ブレーキ (HSC-D)、サハ770形が電磁直通ブレーキ (HSC) とされた。

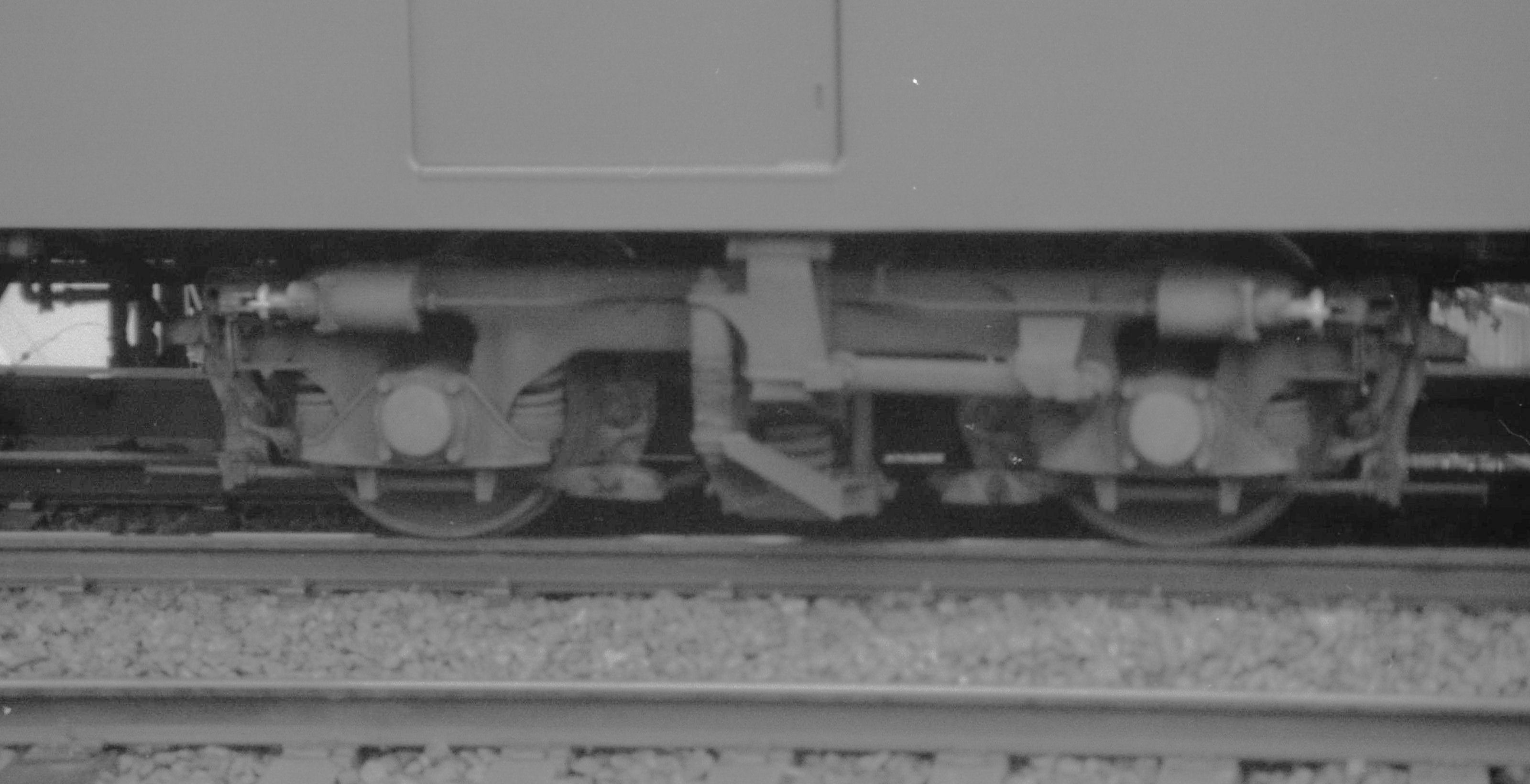
TH-700形台車

1000形などでは車体メーカーが設計した台車をそれぞれの車体に採用していたが、700形では川崎車輌設計を基本とする鋼板溶接ウイングばね式TH-700形台車を東急車輛、川崎車輌の両者が製造した。製造コスト抑制のため空気ばねは採用されなかった。電動車用、付随車用はばね定数が異なるが同一形式とされた。駆動方式の相違による主電動機装架方法の違いのため、東急車輛製はTH-700T、川車/川重製はTH-700Kと製造者の頭文字のサフィクス（接尾辞、拡張子）で区分されている。
サハ770形全車に出力交流7.5 kVAの電動発電機1台とAR-2回転翼式電動空気圧縮機1台（容量2,000リットル/分）が搭載された。電動発電機は隣に連結された電動車の機器メーカーに併せ、東洋製TDK-365、三菱製MG-131が採用された。最終製造車の電動発電機は全車東洋製とされた。 
1967年製造車には電気笛が取り付けられていたが、1980年（昭和55年）ごろに撤去され、同じころ705編成と707編成にそれぞれ異なる仕様のものが取り付けられた。705編成と同仕様のものはその後全営業車両に採用された。

## 形式
700形は全車電動車の1000形に対し、製造当時の私鉄各社の趨勢に倣って全車電動車方式をやめ、コストダウンを目的に中間車を付随車とした車種構成となった。先頭車が制御電動車デハ700形、中間車が付随車サハ770形である。「デ」は 電動車を、「サ」は付随車を、「ハ」は普通座席車を指す略号であり、形式名の前のカタカナ2文字はこれらを組み合わせたものである。
700形設計当時、京急本線の普通列車は朝夕ラッシュ時には計26分の停車時間がダイヤ上設定されており、3扉車を4扉車で置き換えることで停車時間が2割、5分程度短縮できると見込まれていた。700形に続いて500形の更新車、800形で4扉が採用されている。ラッシュ時はMTM（制御電動車 – 付随車 – 制御電動車）の3両編成2本で、日中はMTM 3両編成で普通列車に運用する設計構想だったが、1967年（昭和42年）にMTTM（制御電動車 - 付随車 - 付随車 - 制御電動車）の4両編成で最初の5本（20両）が製造された。登場後数年で設計構想通りMTM編成となる予定とされていたが、終始MTTM編成のままで1971年（昭和46年）までに21編成（84両）が製造された。設計構想と異なる状態で製造、運用されたのは駅ホーム延伸などの対応が遅れていたこと、吊り掛け式駆動車もまだ普通列車に多数運用されていた当時の状況では700形MTM編成に見合ったランカーブを採用出来なかったことが理由とされている。

### デハ700形
主制御装置を搭載する制御電動車である。奇数番号が浦賀寄り、偶数番号が品川寄りに連結され、両者とも運転台とは反対側にパンタグラフを搭載する。ドアは全車運転台と反対側に向いて開く。浦賀方、品川方の先頭車で車体は反転しているが、床下機器は反転していない。1967年（昭和42年）から1971年（昭和46年）にかけてデハ701 - デハ742の42両が製造された。

### サハ770形
京急で初めて付随車として製造された形式である。電動発電機、空気圧縮機を搭載し、編成中間に2両が組み込まれたが、3両編成の中間車として設計されているため、電動発電機、空気圧縮機は3両分の容量をもち、2両とも同一設計である。サハ770形には速度に応じて制動力を切り替える装置が設けられ、空気制動を常用するため一体圧延車輪が採用された。ドアは全車浦賀方に向かって開く。1967年（昭和42年）から1971年（昭和46年）にかけてサハ771 - サハ799、サハ770、サハ761 - サハ769、サハ760、サハ751・752の42両が製造された。形式番号はMTM編成とした場合のデハとサハの両数比率を反映して付与されたため、変則的なものとなっている。

## 新製時のバリエーション

### 高運転台車
|          | ← 浦賀品川 →        | ← 浦賀品川 →        | ← 浦賀品川 →        | ← 浦賀品川 →        | 製造 メーカー       | 竣工時期  |
| 形式     | デハ700             | サハ770             | サハ770             | デハ700             | 製造 メーカー       | 竣工時期  |
| 区分     | Mu                  | T                   | T                   | Ms                  | 製造 メーカー       | 竣工時期  |
| 車両番号 | 701 703 705 707 709 | 771 773 775 777 779 | 772 774 776 778 780 | 702 704 706 708 710 | 川車 川車/東急 東急 | 1967年6月 |
| 搭載機器 | CON,PT              | CP MG7.5            | CP MG7.5            | CON,PT              |                     |           |
| 自重     | 34.5 t              | 26.5 t              | 26.5 t              | 34.5 t              |                     |           |
| 定員     | 140                 | 140                 | 140                 | 140                 |                     |           |

- 凡例

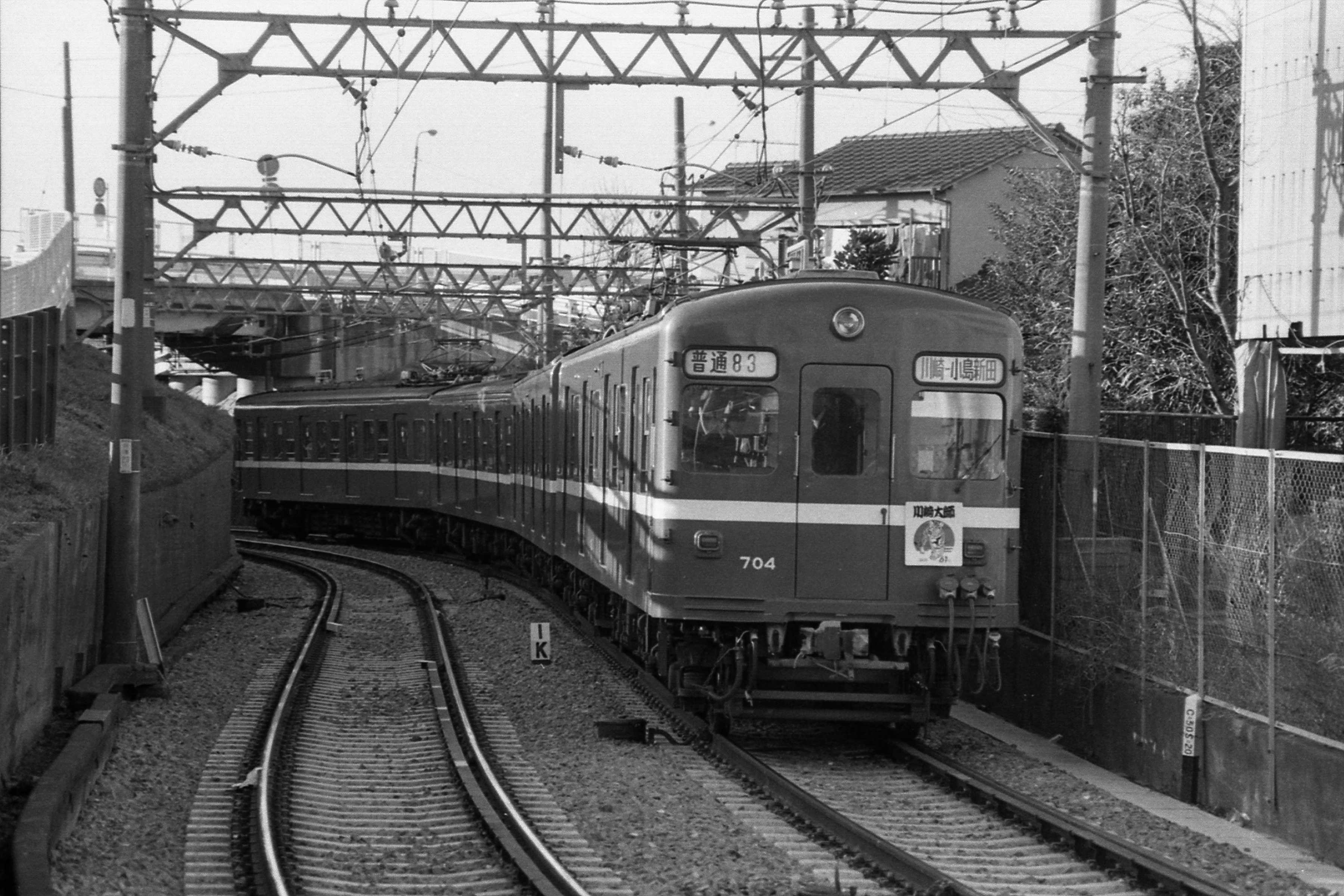
703編成（1986年1月 港町駅付近）

  - Mu …浦賀方制御電動車[注 3]
  - Ms …品川方制御電動車
  - T …付随車 [注 4]
  - Tu …浦賀方付随車
  - Ts …品川方付随車
  - CON …主制御装置
  - MG …電動発電機
  - BMG …ブラシレス電動発電機
    - 電動発電機の右の数字は容量、単位kVA

  - CP …電動空気圧縮機
  - PT …集電装置（連結面寄り）
  - 製造者名が複数記載されている場合、最初の会社が浦賀方2両、後ろの会社が品川方2両を製造したことを示す。以下同じ。

700形で最初に製造されたグループである。正面が高運転台で窓が小窓であること、側面開閉窓隅のRがないことが特徴である。当初ATS、列車無線が装備されていなかったが、1970年（昭和45年）に設置されている。補助警笛として電気笛が装備されていたが、1980年（昭和55年）ごろまでに撤去されている。705編成の扉部には枕木方向につり革が試験的に設置された。

### 1969年・1970年製造車
|          | ← 浦賀品川 →                                            | ← 浦賀品川 →                                            | ← 浦賀品川 →                                            | ← 浦賀品川 →                                            | 製造 メーカー                                | 竣工時期                                                    |
| 形式     | デハ700                                                 | サハ770                                                 | サハ770                                                 | デハ700                                                 | 製造 メーカー                                | 竣工時期                                                    |
| 区分     | Mu                                                      | T                                                       | T                                                       | Ms                                                      | 製造 メーカー                                | 竣工時期                                                    |
| 車両番号 | 711 713 715 717 719 721 723 725 727 729 731 733 735 737 | 781 783 785 787 789 791 793 795 797 799 761 763 765 767 | 782 784 786 788 790 792 794 796 798 770 762 764 766 768 | 712 714 716 718 720 722 724 726 728 730 732 734 736 738 | 東急 東急/川車 川車 川重 川重/東急 東急 川重 | 1969年6月 1969年7月 1969年6月 1970年3月 1970年2月 1970年6月 |
| 搭載機器 | CON,PT                                                  | CP MG7.5                                                | CP MG7.5                                                | CON,PT                                                  |                                              |                                                             |
| 自重     | 34.5 t                                                  | 26.5 t                                                  | 26.5 t                                                  | 34.5 t                                                  |                                              |                                                             |
| 定員     | 140                                                     | 140                                                     | 140                                                     | 140                                                     |                                              |                                                             |

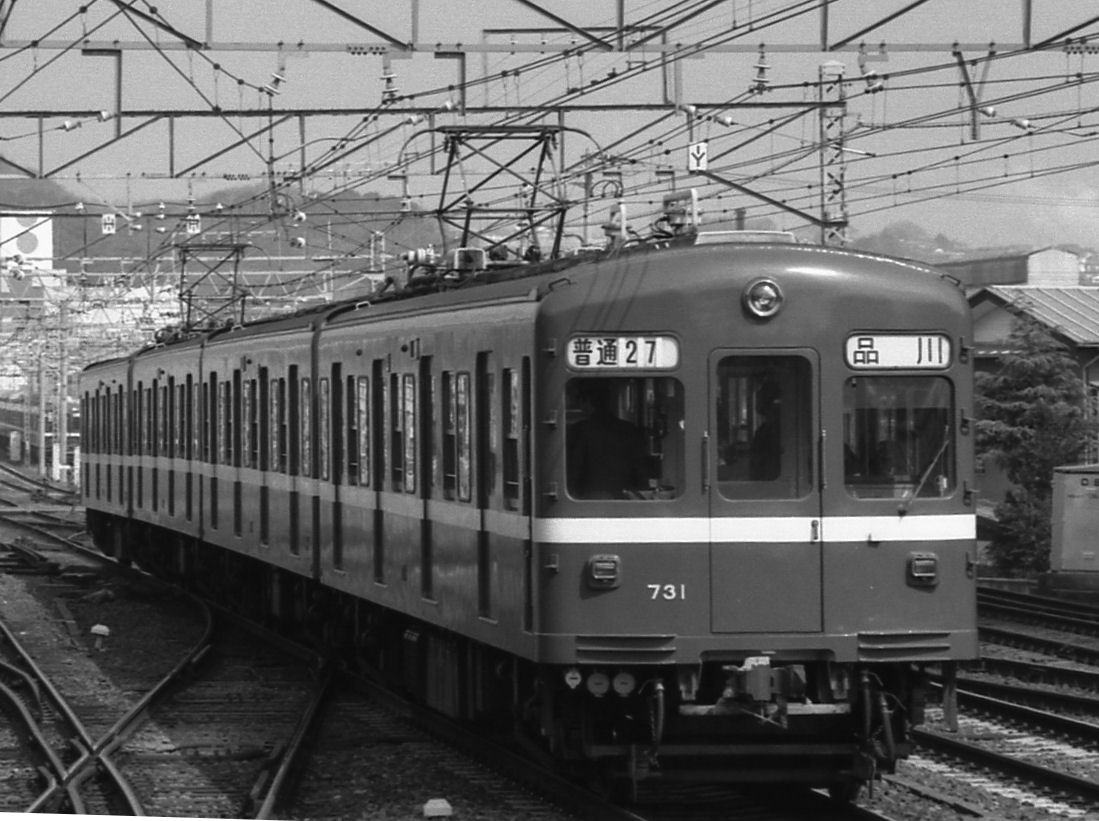
731編成（1985年3月 金沢八景駅）

1968年（昭和43年）は700形の製造はなく、1年あけた1969年（昭和44年）に製造が再開された。高運転台をやめて通常の運転台構造となったため前面窓が下方に100 mm拡大され、外観の印象が変わっている。運転席腰掛の高さが3段階に変更できるようになった。前面窓は1000形と共通のものとされたため、貫通扉窓の天地寸法が他の2枚よりも大きくなった。開閉側窓隅にRが設けられるとともに戸袋窓の天地寸法が拡大され、車体外側から見た窓開口部の大きさが開閉側窓と同一となった。乗務員室扉・正面貫通扉がステンレス製に変更された。車内では座席下蹴込がステンレス無塗装となり、 運転台仕切り部の遮光幕がアルミ製遮光板となった。高運転台車に装備されていた電気笛は採用されなかった。製造時からATS、列車無線を装備している。寒冷時の保温対策として、中央部2か所のドアを閉め切る戸閉半減装置が設けられた。
1969年（昭和44年）11月に川崎車輌が川崎重工の一部門となったため、1970年（昭和45年）製造車から製造者名が変更されている。1970年（昭和45年）製造車では車内の難燃化推進のための設計変更が行われた。サハ770形の番号が799に達したため、30両目は770、31両目以降は760番台に附番された。733編成はドア部レール方向につり革を増設した。
711・713編成ではシート表布にビニールレザーが採用されたが、汗でべたつくことからすぐに一般的なモケットに変更されている。

### 1971年製造車
|          | ← 浦賀品川 → | ← 浦賀品川 → | ← 浦賀品川 → | ← 浦賀品川 → | 製造 メーカー | 竣工時期  |
| 形式     | デハ700      | サハ770      | サハ770      | デハ700      | 製造 メーカー | 竣工時期  |
| 区分     | Mu           | T            | T            | Ms           | 製造 メーカー | 竣工時期  |
| 車両番号 | 739 741      | 769 751      | 760 752      | 740 742      | 川重          | 1971年6月 |
| 搭載機器 | CON,PT       | CP MG7.5     | CP MG7.5     | CON,PT       |               |           |
| 自重     | 34.5 t       | 26.5 t       | 26.5 t       | 34.5 t       |               |           |
| 定員     | 140          | 140          | 140          | 140          |               |           |

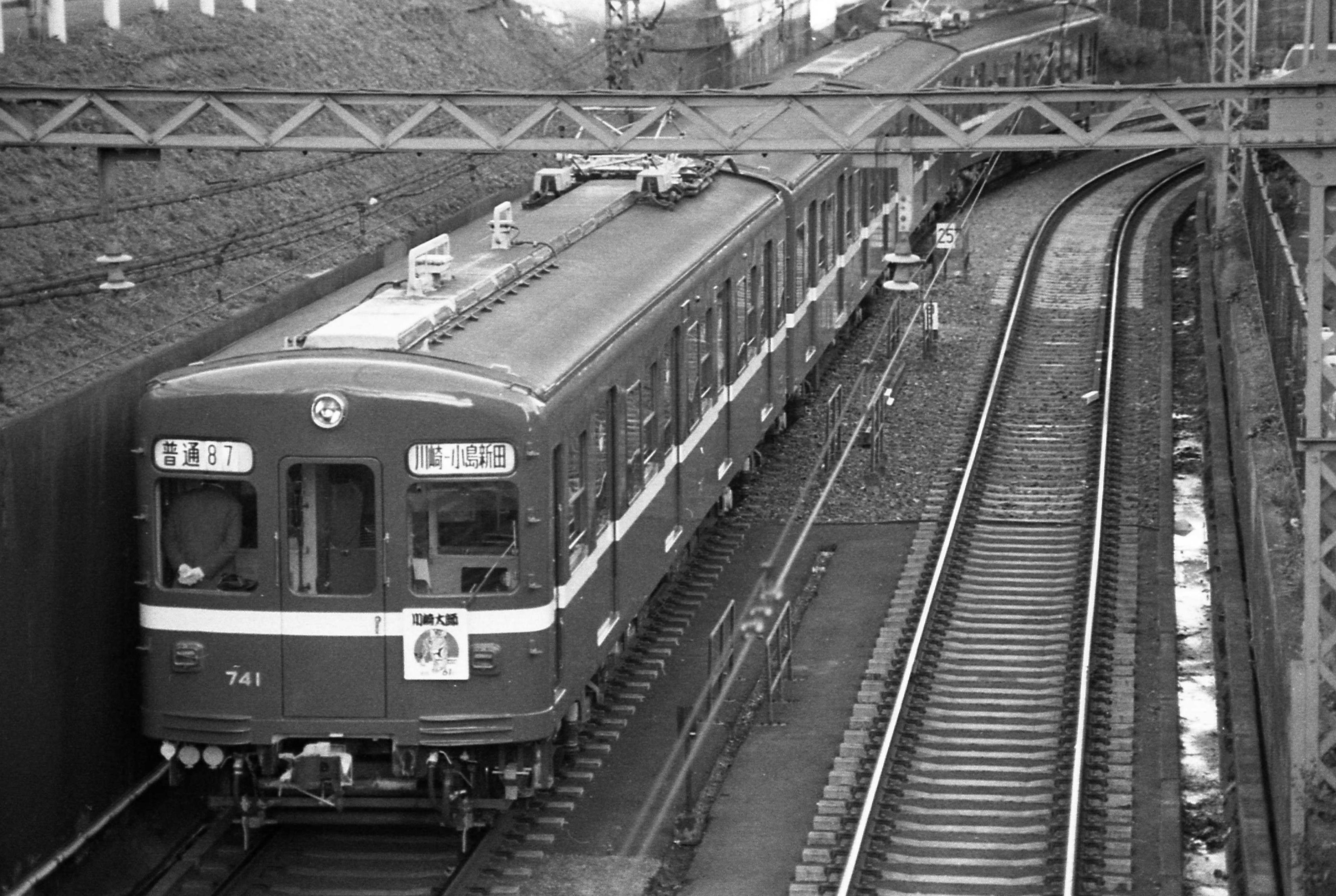
741編成
1986年1月京浜川崎 - 港町間にて

700形の最終製造車であり、全車川崎重工で製造された。サハ770形は751・752・760・769と付番された。今回の製造車では主制御装置が三菱電機製、主電動機、駆動装置、電動発電機が東洋電機製とされた。各機器の形式は前回までの製造車と同一である。同時期製造の1000形同様、耐候性鋼板が外板などに採用された。客用ドアが1000形と同じものに変更され、窓の天地寸法が拡大された。室内では乗務員室仕切扉がステンレス製に変更されたが、客室側は壁と同色に塗装された。乗務員室仕切り扉下部の通風口が廃止され、仕切り扉の遮光幕がアルミ合金製の遮光板に変更された。製造後すぐにドア部につり革が増設された。

## 改造

### MTM化および1000形編成へのサハ770形の挿入
1974年（昭和49年）10月のダイヤ改正で朝ラッシュ時にもっとも混雑する普通列車に700形6両編成が投入され、同時にオイルショックに対応した節電ダイヤで日中に3両編成の普通列車が設定されたため、これに運用される700形3両編成が組まれた。1974年10月・11月に729・731・739・741の各編成からサハ770形偶数車が外され、編成から外されたサハ770形は久里浜工場に留置されたが、車両が痛むため、後に金沢検車区に移動している。1975年5月に727・733編成も3両化され、1975年6月にはずされたサハ770形6両が2両ずつ1000形1013（770 - 798組込）・1021（752 - 760組込）・1009（762 - 764組込）の各編成の3両目・4両目に組み込まれ、6両編成となった。浦賀方に連結されたサハ752・762・770の電動発電機、電動空気圧縮機は取り外された。
1000形4両にサハ770形2両を組み込んだ6両編成では加速度が著しく低下し、扉数が異なることから都営地下鉄1号線乗入運用にも充当できないため、1975年9月に1009編成が1025編成から転用された1139 - 1140を、11月に1013編成が1041編成から転用された1217 - 1214を品川寄りから3・4両目に組み込んで8両編成となり、8両編成の浦賀寄りから5・6両目にサハ770形が組み込まれるよう変更された。1021編成に組み込まれたサハ752・サハ760は1978年3月に編成から外され、1000形サハ770形混成の6両編成は消滅した。6両編成時の加速度は弱め界磁率を25 %から20 %に変更した状態で0.58 m/s2、同じ条件の8両編成で0.67 m/s2だった。
8両編成は組み込まれる1000形編成を何回か入れ替え、サハ770形も入れ替わりながら本数を増減させ、1980年2月まで運用された。サハ770形は800形の増備とともに原編成に復帰し、1980年2月までに全編成が製造時の編成に戻っている。
MTM3両編成は3両編成及び2本組み合わせた6両編成として運用されたほか、1976年（昭和51年）3月から1979年（昭和54年）7月まで3両編成で空港線でも運用された。

### 冷房改造

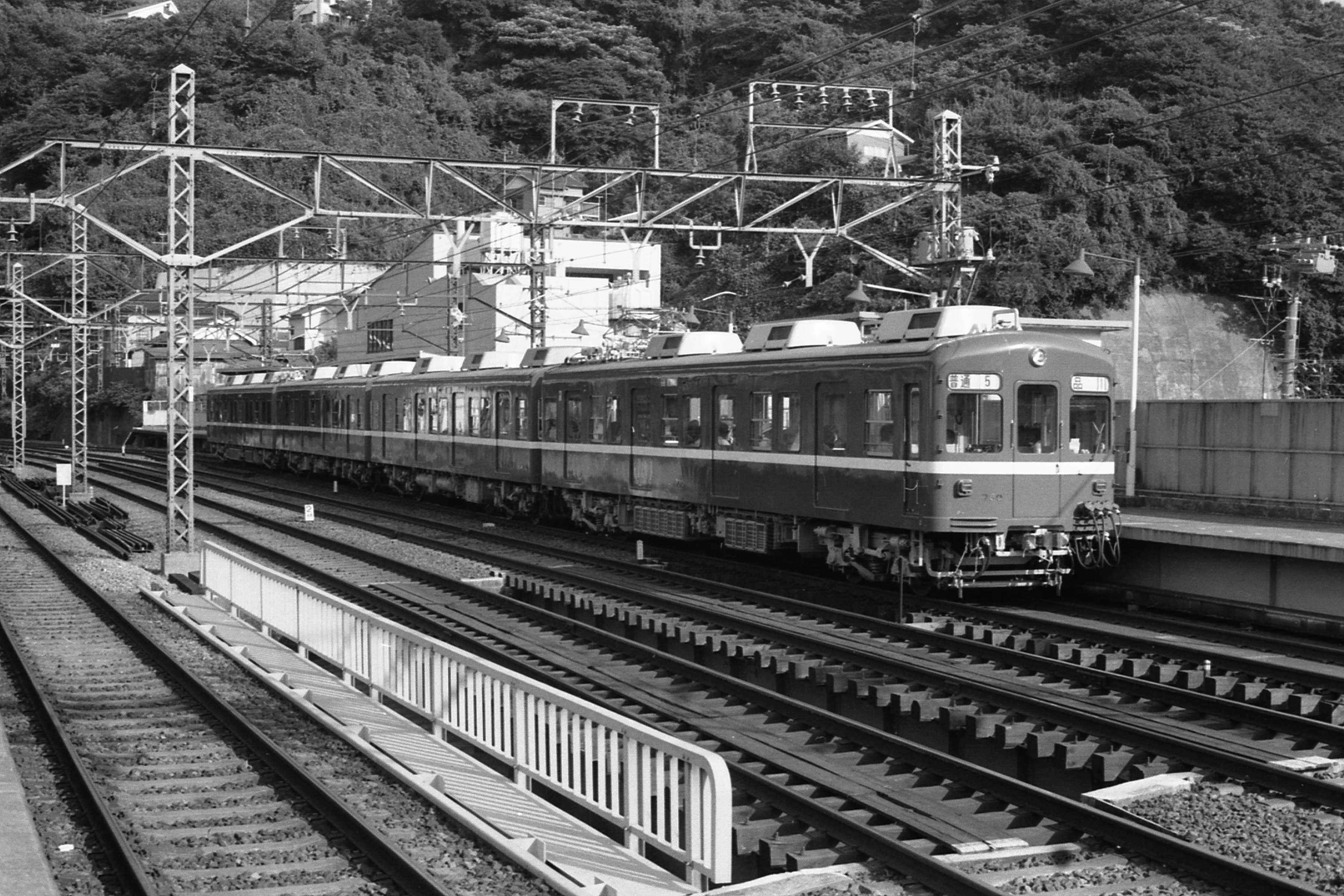
初期に冷房改造された車両の例（1984年8月 逸見駅）

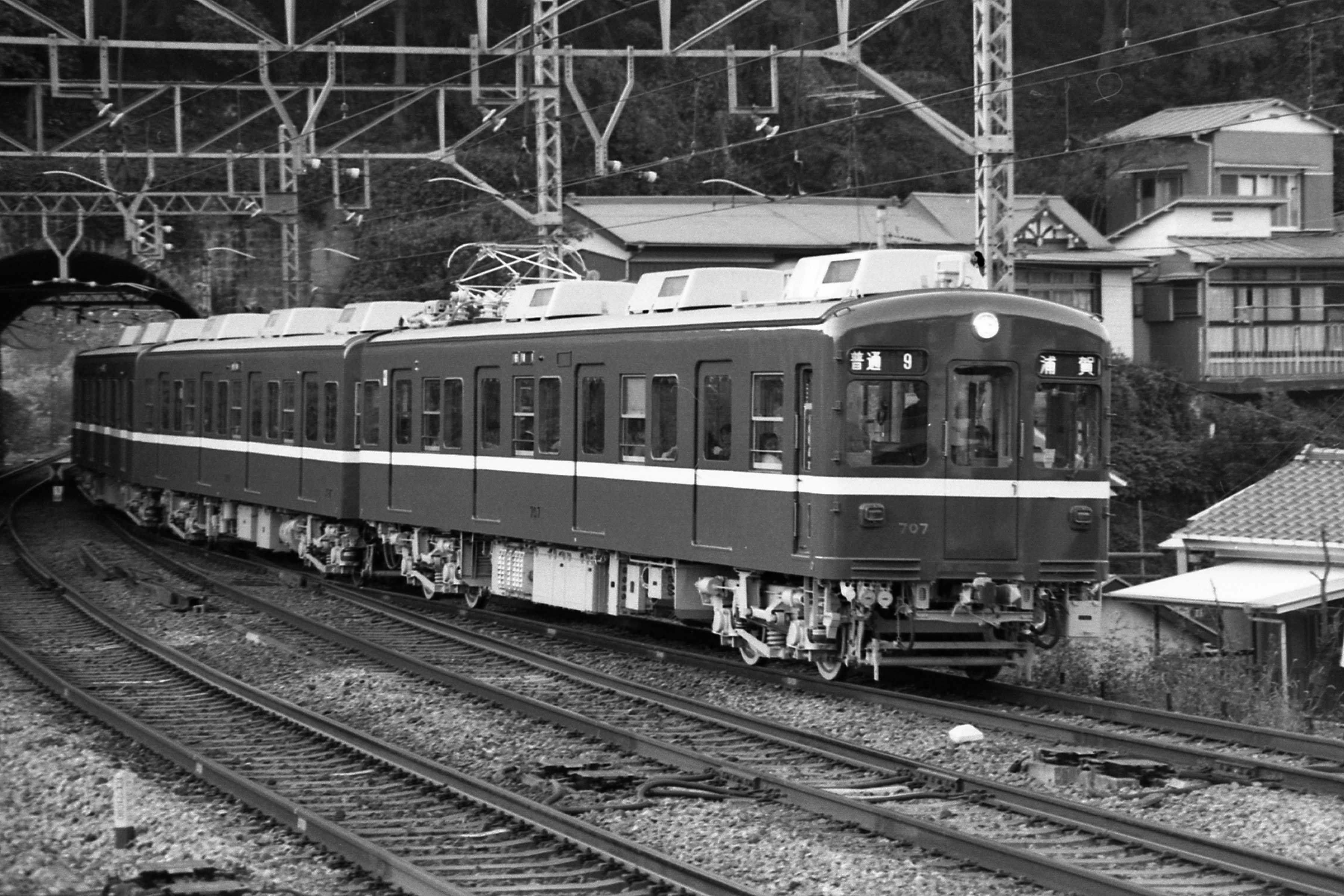
通常の運転台に改造された旧高運転台車（1985年10月）逸見駅

1980年（昭和55年）から1988年（昭和63年）にかけて冷房改造が行われた。冷房能力12.2 kW（10,500 kcal/h）の三菱CU-126系冷房装置を各車3基搭載、FRP製通風機が撤去された。冷房機を均等に搭載するため、先頭車の誘導無線アンテナが非冷房時代の運転台側に受信用、中央側に送信用から前後逆配置に変更され、パンタグラフ脇のヒューズも車両中央側から車端側に移設された。サハ770形の冷房装置は品川方に寄って搭載された。側面に電動式種別幕・方向幕が取り付けられるとともに正面各幕の電動化が行われ、各幕の指令装置は品川方先頭車車掌台に設けられた。幕が取り付けられた部分は上段窓が固定化されたが、そのほかの側窓は全開する構造のままとされたため、窓の保護棒は残された。妻窓が上下段上昇から上段下降、下段固定に変更され、窓の保護棒が撤去された。
冷房改造によりデハ700形の全高が4,050 mm、自重が35.0 tに、サハ770形がそれぞれ4,005 mm、28.5 tとなった。デハ700形の車輪が一体波打車輪に交換されている。
品川寄りに連結されるサハ770形偶数車に搭載されていた7.5 kVA電動発電機と電動空気圧縮機を撤去、かわって800形と同一の容量100 kVAのブラシレス電動発電機、東洋製TDK-3320Aが1台搭載され、編成全車の冷房用電源と、品川寄り2両の低圧電源とされた。浦賀寄りに連結されるサハ770形奇数車に搭載されていた7.5 kVA電動発電機は残され、浦賀寄り2両の低圧電源用とされるとともに、偶数車から外された電動空気圧縮機も奇数車に搭載され、2台搭載となった。この機器配置の変更により、サハ770形1両を外した3両編成とすることができなくなった。7.5 kVA電動発電機は三菱製に統一されている。

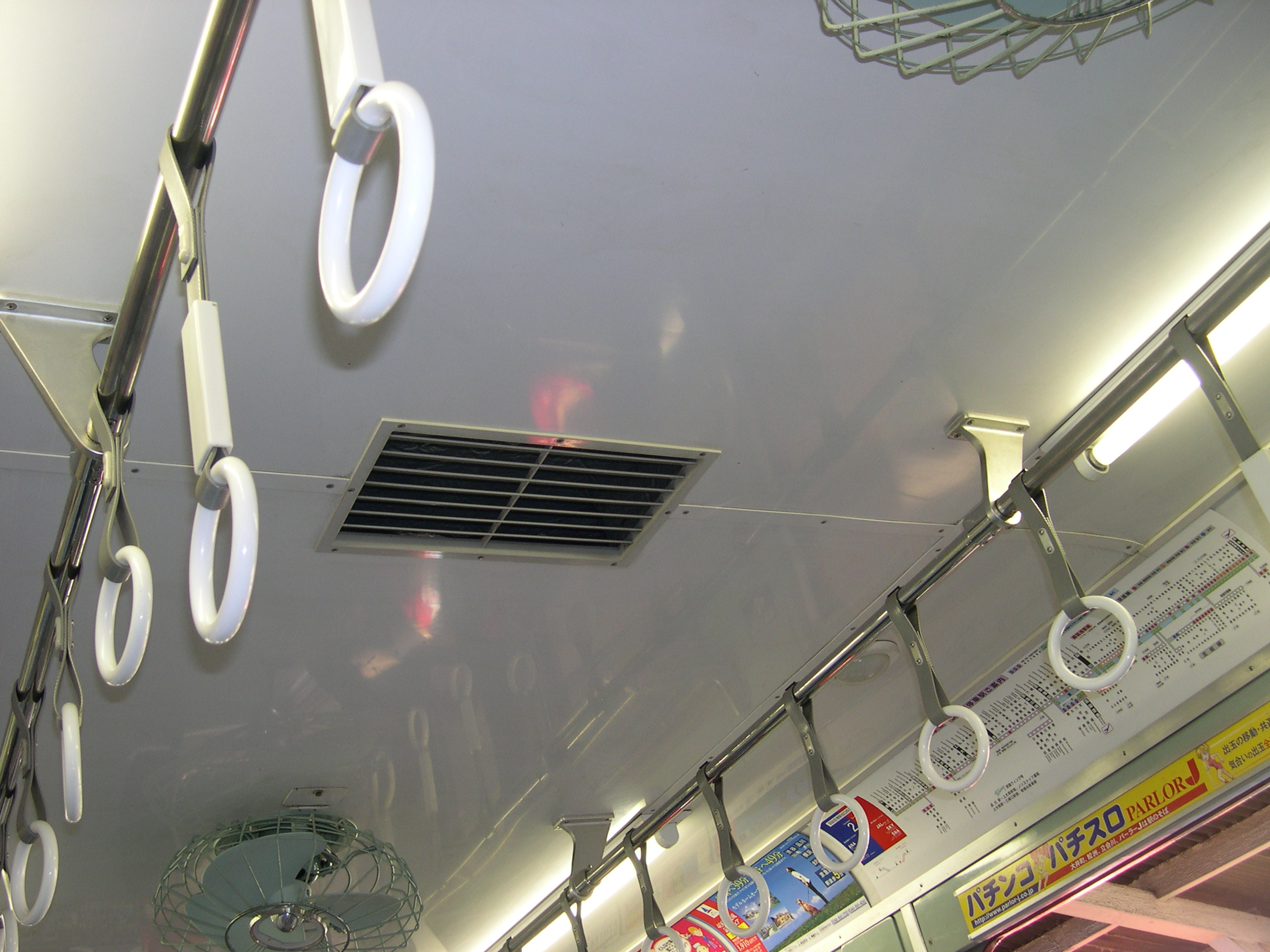
デハ700形パンタグラフ下の冷気吹き出し口

天井は高さ2,200 mmの平天井となった。非冷房時代と同様に1両に5台首振り式扇風機が設置されたが、1000形冷房改造車の様に回転速度を落とす改造は行われず、非冷房時代と同じ回転数とされた。暖房用電源は直流1,500 Vから交流200 Vに変更されている。内装は全面的に張り替えられたが、色彩は変更されていない。扉類、蹴込板などがステンレス化されていなかった車両についてはステンレス化が行われた。
当初は朝ラッシュ時の特急増結用として1980年（昭和55年）、1981年（昭和56年）に711 - 721の6編成のみが改造され、のち1984年（昭和59年）に729編成が追加改造された。1985年（昭和60年）10月冷房改造出場の707編成から本格的な工事が始まり、行先表示器SPC方式化に伴う地色の黒色化、電気連結器付き密着連結器取り付け準備の実施、先頭車山側の冷房指令・自動幕指令用ジャンパ栓（青色）の廃止、電子警笛の設置などの仕様変更が行われた。
701 - 709編成は高運転台から標準の運転台に改造され、711編成以降と同様の前面窓配置となった。側面窓形状は変更されていない。
1988年（昭和63年）度改造分は車側灯がLED光源に交換され、1988年（昭和63年）9月出場の735編成で工事は完了した。
|          | ← 浦賀品川 →                                                                        | ← 浦賀品川 →                                                                        | ← 浦賀品川 →                                                                        | ← 浦賀品川 →                                                                        | 改造年月 | 備考                                  |
| 形式     | デハ700                                                                             | サハ770                                                                             | サハ770                                                                             | デハ700                                                                             | 改造年月 | 備考                                  |
| 区分     | Mu                                                                                  | Tu                                                                                  | Ts                                                                                  | Ms                                                                                  | 改造年月 | 備考                                  |
| 車両番号 | 701 703 705 707 709 711 713 715 717 719 721 723 725 727 729 731 733 735 737 739 741 | 771 773 775 777 779 781 783 785 787 789 791 793 795 797 799 761 763 765 767 769 751 | 772 774 776 778 780 782 784 786 788 790 792 794 796 798 770 762 764 766 768 760 752 | 702 704 706 708 710 712 714 716 718 720 722 724 726 728 730 732 734 736 738 740 742 | 1987年3月 1987年6月 1987年8月 1985年10月 1986年7月 1981年5月 1980年5月 1980年6月 1982年3月 1981年9月 1981年2月 1987年4月 1986年12月 1987年10月 1984年7月 1988年4月 1988年6月 1988年9月 1988年8月 1988年2月 1987年12月 | 白地幕 車側灯LED試用 白地幕 車側灯LED |
| 搭載機器 | CON,PT                                                                              | BMG100                                                                              | CP CP MG7.5                                                                         | CON,PT                                                                              | |                                       |
| 自重     | 35.0 t                                                                              | 28.5 t                                                                              | 28.5 t                                                                              | 35.0 t                                                                              | |                                       |
| 定員     | 140                                                                                 | 140                                                                                 | 140                                                                                 | 140                                                                                 | |                                       |

### ブレーキ系の諸改造
ATS故障時やATSがない構内で速度超過防止のため、1981年（昭和56年）から1985年（昭和60年）にかけて速度超過防止装置が設置された。1982年（昭和57年）から1985年にかけて、保安ブレーキを取り付ける改造が行われた。いずれも、一部編成は冷房改造と同時の施工である。耐雪ブレーキを設置する改造が1998年（平成10年）に施工されたが、同年に廃車された715・717編成には施工されなかった。

### 連結器交換
連結作業の省力化のため、1988年（昭和63年）から1989年（平成元年）にかけて電気連結器付き廻り子式密着連結器 (CSD-90) への交換が行われた。冷房改造時に連結器交換準備工事が行われなかった編成についても準備工事が順次施工された。715・717・721・729の各編成は準備工事を行わず、直接連結器交換工事が行われた。品川方先頭車のジャンパ栓受は交換後の定期検査入場時に撤去されたが、のちの事故復旧工事の際にジャンパ栓受け跡を撤去した706以外、ジャンパ栓受跡は全編成に残っていた。1000形では非常用中間連結器は先頭部海側床下に搭載されたが、700形では側面海側床下に搭載された。

### 台車交換
1996年（平成8年）8月に発生した踏切事故でデハ706の台車が損傷したため、同年10月から翌年7月までの間サハ776に1000形廃車発生品のOK-18台車 を取り付け、サハ776用の台車を電装の上デハ706に転用していた。復旧工事と同時にデハ706のジャンパ栓跡が撤去されている。705編成はOK-18台車装備中、主に大師線で運用された。

### その他
- 1976年（昭和51年）ごろに車内広告吊が増設された[44]。車内の車号板が広告で隠れるため、車号板が妻面に向かって左側に移設されている[44]。
- 1977年（昭和52年）にブレーキシューの摩耗粉で車内が汚れたため、全車の車内が再塗装された[56][18]。
- 1986年（昭和60年）から1988年（昭和63年）の定期検査入場時に冷房車を対象にドア部分につり革を増設する工事が施された[45]。一部編成は冷房改造と同時に施工された[45]。
- 2003年（平成15年）以降残存した8本（32両）は京急蒲田駅付近の連続立体交差化工事（直上高架方式）の安全対策として同年4月に側窓下段が固定された[78]。700形が本線で運用されたのは2003年7月までであり、短期間のための工事となった[78]。

## 運用

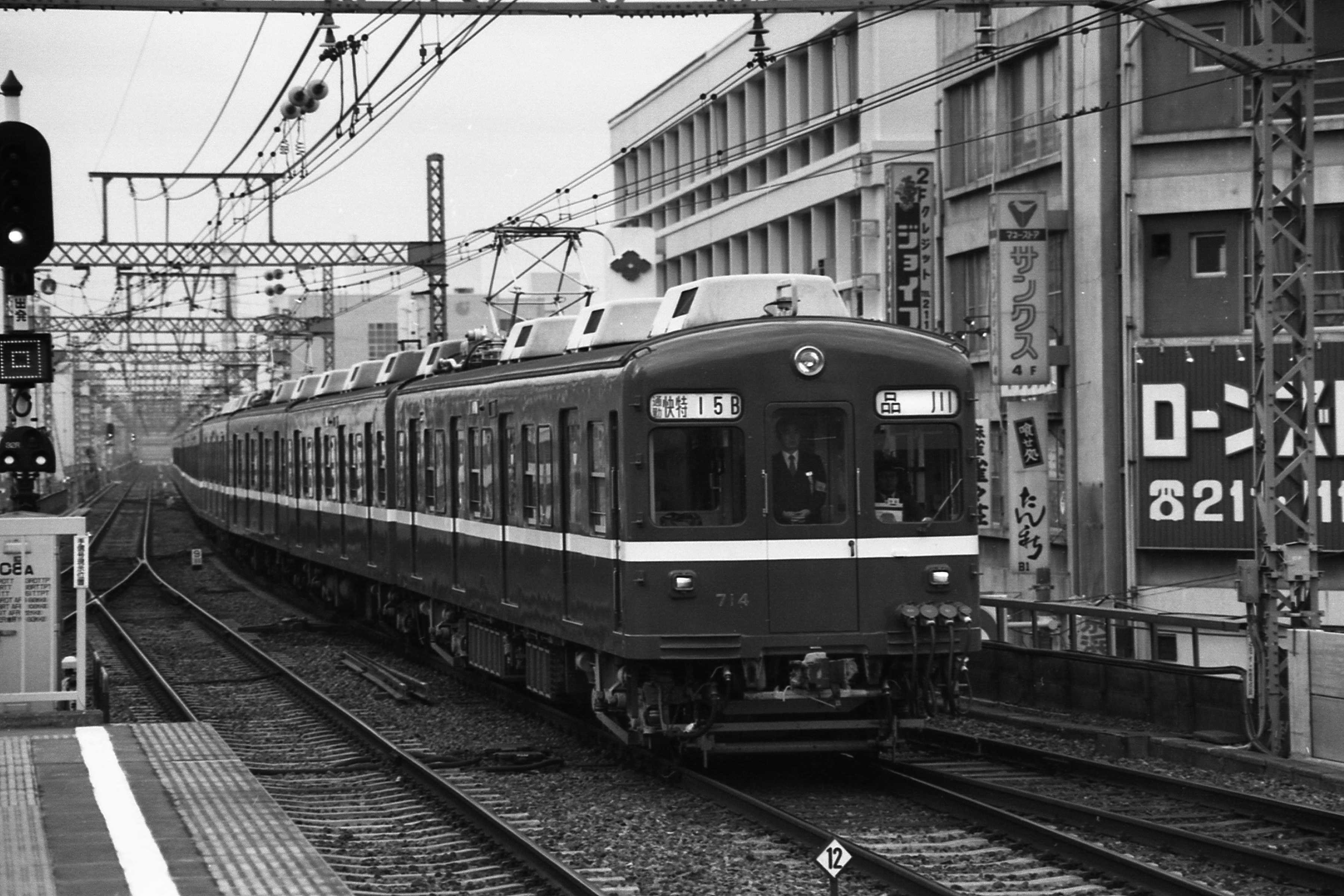
通勤快特で運用される700形
1986年京浜川崎駅にて

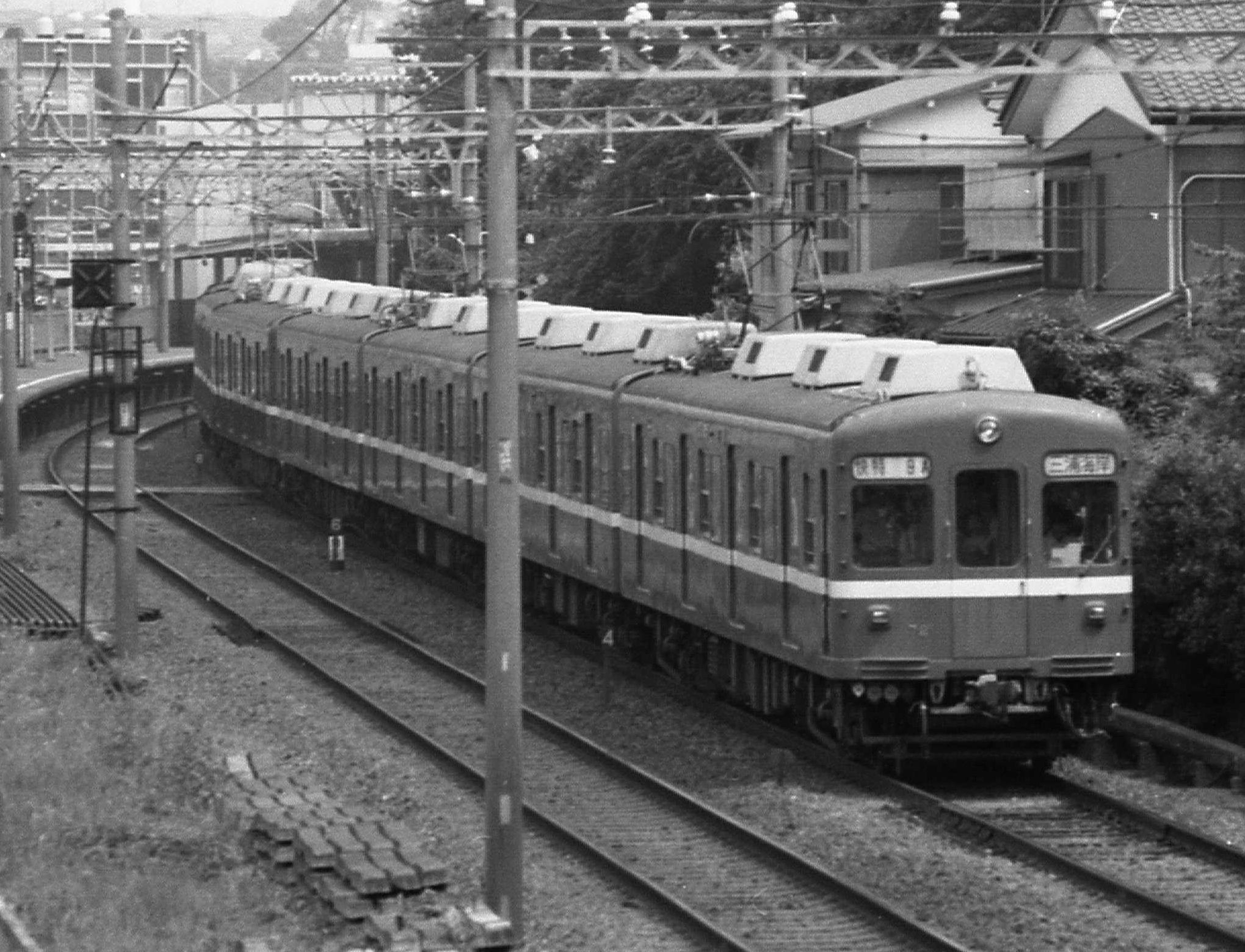
通勤快特の折り返しを営業運転した夏季の臨時快特
1984年8月北久里浜駅付近にて

登場当初は4両編成で普通列車に運用されたが、1977年（昭和52年）6月から朝ラッシュ時は1000形特急列車の増結用にも使用された。都営地下鉄1号線乗り入れ特急に増結される場合は、当初700形非冷房車には泉岳寺以北の駅名の行き先表示が組み込まれていなかったため、行き先を表示せずに運転された。1978年（昭和53年）6月のダイヤ改正で普通列車のランカーブが400形から700形MTMに変更され、朝ラッシュ時の普通列車での運用が困難となったこと、同じ改正で朝ラッシュ時の一部特急が8両編成で都営線に乗り入れるようになり、品川止まりの特急（C特急）用として運用されていた1000形8両編成を乗り入れ特急（H特急）に回す必要があったことから、700形はラッシュ時の普通列車運用からはずされ、700形だけの12両編成でC特急として運用されるようになった。それまで普通列車で運用されていた吊り掛け式駆動車は急行に転用された。海水浴輸送対応の夏季ダイヤでは品川に到着した700形特急も折り返し三浦海岸行きとして運転された。
1970年代に存在したMTM編成は2本つないだ6両編成で朝ラッシュ時の普通列車・急行に、3両編成で日中の本線普通列車に運用されたほか、一時期は空港線でも運用された。1981年（昭和56年）の通勤快特運転開始時から700形4両3編成をつないだ列車も設定された。
1978年（昭和53年）の正月ダイヤから吊り掛け式駆動車に交じって大師線での運用が始まり、当初は吊り掛け式駆動車と共用されたが、吊り掛け式駆動車の3両編成化の進行により1979年（昭和54年）に大師線は700形に統一された。 1978年の正月輸送から大師線ではヘッドマークが取り付けられるようになり、700形には運用から外れる2005年（平成17年）まで毎年ヘッドマークが出され、1981年（昭和56年）から始まった干支をモチーフにしたマークは2周したことになる。何度か6両編成化の話はあったが、結局廃車まで実現されなかった。

### 廃車
1998年（平成10年）から下記の順に廃車が開始された。
- 1998年（平成10年）3月31日 715・717編成[75]
- 1998年（平成10年）12月16日 711・713・719・721編成[78][75]
- 2000年（平成12年）3月10日 707・709・725・729編成[78][75]
- 2002年（平成14年）7月26日 705・727・731編成[78][75]
- 2003年（平成15年）8月15日 733編成[75]
- 2004年（平成16年）3月5日 737編成[75]
- 2005年（平成17年）3月10日 701・703・723編成[78][75]
- 2005年（平成17年）11月30日 735・739・741編成[75]

1999年（平成11年）8月のダイヤ改正で本線普通列車運用から、本線運用からは2003年（平成15年）7月のダイヤ改正で外れ、2005年（平成17年）11月28日の大師線沿線の幼稚園児の大師線内貸切運転で営業運転を終了した。

## 譲渡

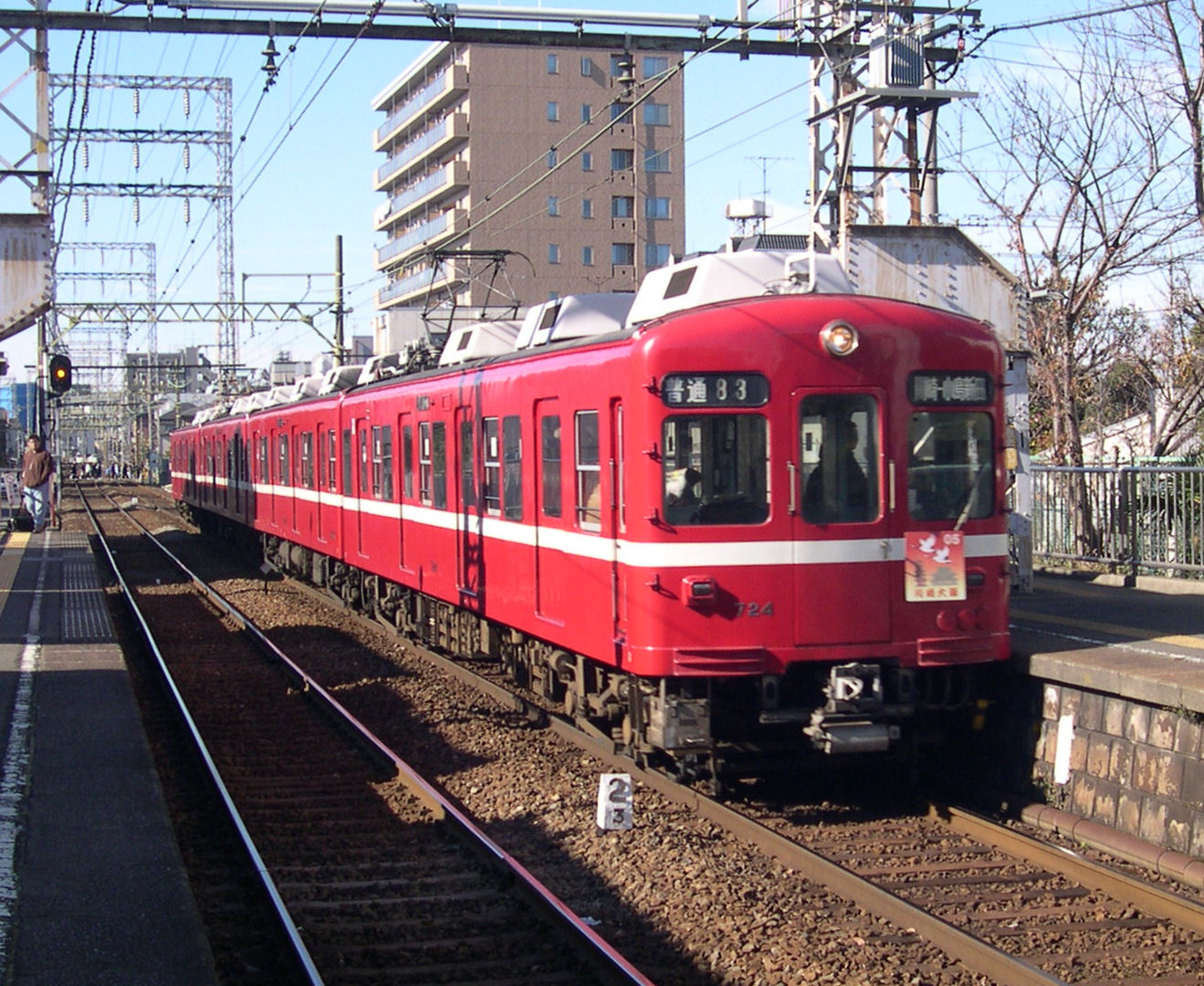
最後の正月輸送につく723編成
2005年1月東門前駅にて

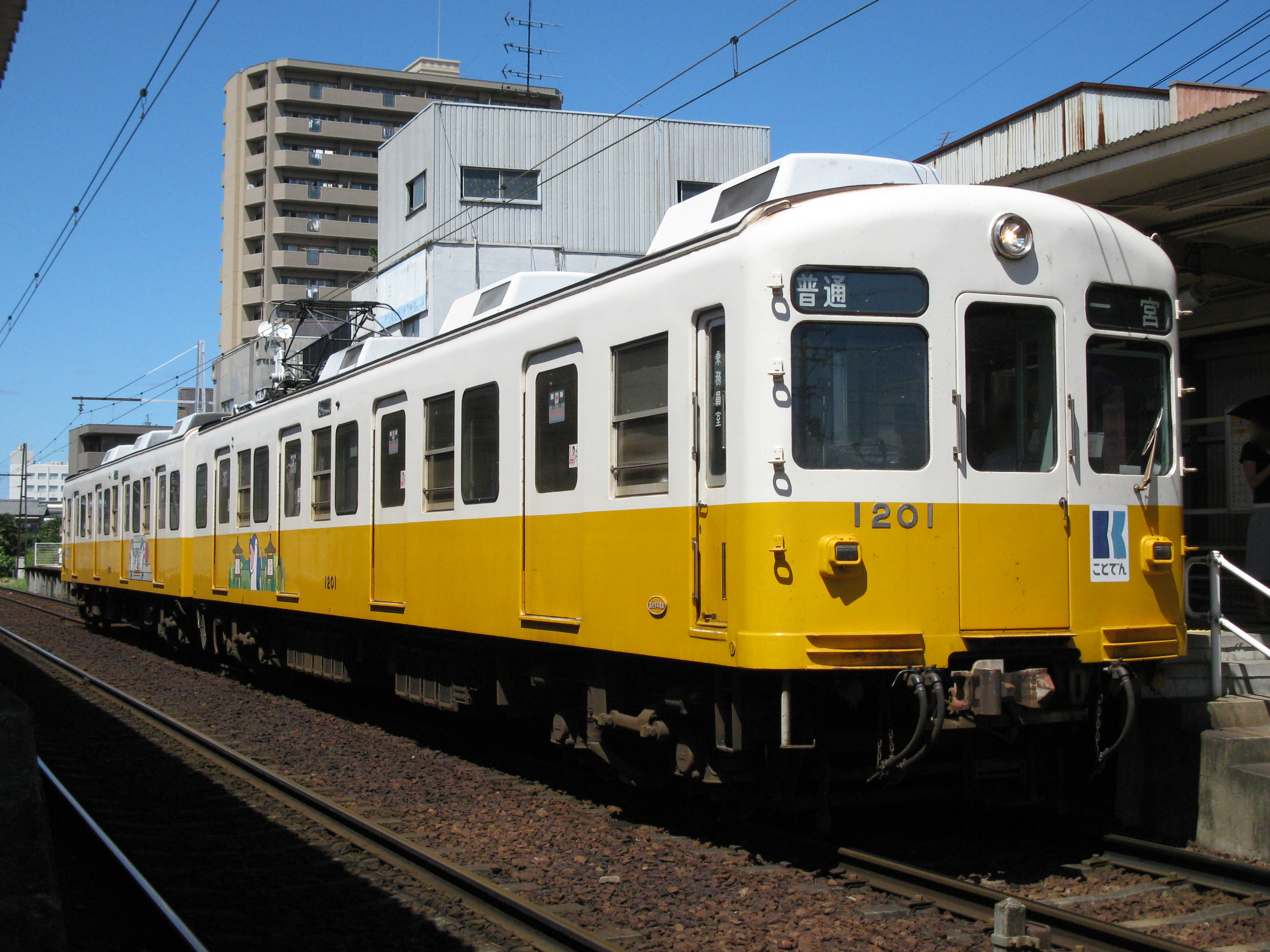
譲渡後の高松琴平電気鉄道1200形電車

廃車となった700形のうち、2002年以降の11編成は中間車のみ廃車、先頭車22両は高松琴平電気鉄道（琴電）へ譲渡され、1200形となった。
京急時代の番号と譲渡後の番号の対照は下表のとおり。
| 京急車番 | 京急除籍日     | 琴電車番 | 琴電入籍日     |
| -------- | -------------- | -------- | -------------- |
| 701      | 2005年3月10日  | 1212     | 2005年7月6日   |
| 702      | 2005年3月10日  | 1211     | 2005年7月6日   |
| 703      | 2005年3月10日  | 1214     | 2005年7月7日   |
| 704      | 2005年3月10日  | 1213     | 2005年7月7日   |
| 705      | 2002年7月19日  | 1202     | 2003年3月10日  |
| 706      | 2002年7月19日  | 1201     | 2003年3月10日  |
| 723      | 2005年3月31日  | 1216     | 2005年8月3日   |
| 724      | 2005年3月31日  | 1215     | 2005年8月3日   |
| 727      | 2002年7月19日  | 1204     | 2003年3月12日  |
| 728      | 2005年7月19日  | 1203     | 2003年3月12日  |
| 731      | 2002年7月26日  | 1206     | 2003年3月18日  |
| 732      | 2002年7月26日  | 1205     | 2003年3月18日  |
| 733      | 2003年8月15日  | 1208     | 2004年10月24日 |
| 734      | 2003年8月15日  | 1207     | 2004年10月24日 |
| 735      | 2005年11月30日 | 1252     | 2006年7月3日   |
| 736      | 2005年11月30日 | 1251     | 2006年7月3日   |
| 737      | 2004年3月5日   | 1210     | 2004年10月24日 |
| 738      | 2004年3月5日   | 1209     | 2004年10月24日 |
| 739      | 2005年11月30日 | 1256     | 2006年12月13日 |
| 740      | 2005年11月30日 | 1255     | 2006年12月13日 |
| 741      | 2005年11月30日 | 1254     | 2006年7月5日   |
| 742      | 2005年11月30日 | 1253     | 2006年7月5日   |